# Eduardo Schwank
Eduardo Schwank (Rosario, Argentina, 23 de abril de 1986) es un ex tenista profesional argentino. Comenzó a jugar al tenis a muy temprana edad en el Centro Cosmopolita Unión y Progreso. Se destaca más como jugador de dobles, por lo cual llegó a ser n.º 14 del mundo y ha sido convocado en varias ocasiones del siempre protagónico equipo argentino de dobles en la Copa Davis. 
En su carrera le ha ganado a jugadores top 100 como: Martín Vassallo Arguello (2006), Mariano Zabaleta, Mischa Zverev, Chris Guccione (2007),Igor Andreev, Peter Luczak, Marc Gicquel, Carlos Moya, Marcel Granollers, Michael Berrer, Sebastien Grosjean, Nicolás Almagro, Victor Hanescu (2008), Diego Junqueira, Yen-Hsun Lu, Paul Capdeville (2009), Paolo Lorenzi, José Acasuso, Simon Greul, Fabio Fognini, Lleyton Hewitt, Paul-Henri Mathieu, Andreas Beck, Tobias Kamke (2010), Juan Ignacio Chela, Frederico Gil, Rui Machado (2011), Ruben Ramírez Hidalgo, Dudi Sela, Matthias Bachinger, Ivo Karlović, Florian Mayer (2012). A algunos de estos jugadores les ganó en más de una ocasión.

## Carrera
Como junior se destacó ganando varios torneos, de estos el más importante fue el Banana Bowl del 2004 llegando a ser segundo del mundo de esta categoría este mismo año.
En el profesionalismo sus primeros títulos los consiguió en el año 2006 en torneos Futures. Fue campeón en Argentina F3 (2006), Argentina F4 (2006), Argentina F11 (2006), Argentina F12 (2006), Bolivia F1(2006) y Bolivia F2 (2006).
En el 2007 ganó la medalla de oro en dobles en los Juegos Panamericanos de Río de Janeiro, su pareja fue Horacio Zeballos.
En el nivel challenger, ganó un título en Medellín en octubre de 2007, y tres en el 2008, en Cremona, Roma y Burdeos.
En su carrera profesional ha vencido a jugadores como Igor Andreev, Martín Vassallo Argüello, Mariano Zabaleta, Mariano Puerta, Marcel Granollers, Cristian Villagrán, Brian Dabul, Pablo Galdón, Franco Ferreiro, Juan Martín Aranguren, Lleyton Hewitt y Carlos Moyá.
En 2008 mientras jugaba un challenger en la ciudad francesa de Burdeos se originó un incendio en su habitación de hotel destruyendo todas sus pertenencias y poniendo en peligro la vida de personas en habitaciones contiguas, entre ellos los hermanos tailandeses Sonchat y Sanchai Ratiwatana, la esposa e hijo del tenista argentino Lucas Arnold Ker y el sudafricano Rik de Voest.
En 2012 participó de los Juegos Olímpicos de Londres 2012, donde se fue por la puerta de atrás en dobles junto a David Nalbandian, tras perder rápidamente en primera ronda contra los futuros finalistas franceses Llodra y Tsonga.
El 5 de junio de 2015 anuncia su retiro del tenis profesional.

## Torneo de Grand Slam

### Finalista Dobles(1)
| Año  | Torneo        | Pareja               | Oponentes en la final    | Resultado        |
| 2011 | Roland Garros | Juan Sebastián Cabal | Max Mirnyi Daniel Nestor | 6-7(3), 6-3, 4-6 |

### Finalista Dobles Mixto(1)
| Año  | Torneo  | Pareja       | Oponentes en la final   | Resultado         |
| 2011 | US Open | Gisela Dulko | Jack Sock Melanie Oudin | 7-6(4), 4-6, 10-8 |

## Torneos ATP (1;0+1)

### Individuales (0)

#### Clasificación en torneos del Grand Slam
| Torneo               | 2013 | 2012 | 2011 | 2010 | 2009 | 2008 | Títulos |
| -------------------- | ---- | ---- | ---- | ---- | ---- | ---- | ------- |
| Abierto de Australia | -    | -    | 2r   | -    | 1r   | -    | 0       |
| Roland Garros        |      | 3r   | -    | 1r   | 1r   | 3r   | 0       |
| Wimbledon            |      |      | -    | 1r   | 1r   | 1r   | 0       |
| US Open              |      | -    | -    | -    | -    | 1r   | 0       |

### Dobles (1)
| N.º | Fecha               | Torneo              | Superficie    | Pareja         | Oponentes en la final              | Resultado     |
| --- | ------------------- | ------------------- | ------------- | -------------- | ---------------------------------- | ------------- |
| 1.  | 12 de julio de 2010 | Torneo de Stuttgart | Tierra batida | Carlos Berlocq | Christopher Kas Philipp Petzschner | 7-6(5) 7-6(6) |

### Finalista (2)
| N.º | Fecha                 | Torneo                | Superficie       | Pareja               | Oponentes en la final      | Resultado      |
| --- | --------------------- | --------------------- | ---------------- | -------------------- | -------------------------- | -------------- |
| 1.  | 31 de octubre de 2010 | Torneo de Montpellier | Carpeta (Indoor) | Marc López           | Stephen Huss Ross Hutchins | 2-6 6-4 7-10   |
| 2.  | 22 de mayo de 2011    | Roland Garros         | Tierra batida    | Juan Sebastián Cabal | Max Mirnyi Daniel Nestor   | 6-7(3) 6-3 4-6 |

#### Juegos Panamericanos
| N.º | Fecha               | Torneo                    | Superficie    | Pareja           | Oponentes en la final       | Resultado |
| --- | ------------------- | ------------------------- | ------------- | ---------------- | --------------------------- | --------- |
| 1.  | 29 de julio de 2007 | Juegos Panamericanos 2007 | Tierra batida | Horacio Zeballos | Adrian Garcia Jorge Aguilar | 6-3, 6-4  |

#### Clasificación en torneos del Grand Slam
| Torneo               | 2012 | 2011 | 2010 | 2009 | 2008 | Títulos |
| -------------------- | ---- | ---- | ---- | ---- | ---- | ------- |
| Abierto de Australia | 2r   | 1r   | -    | 1r   | -    | 0       |
| Roland Garros        | 2r   | F    | 1r   | 1r   | -    | 0       |
| Wimbledon            |      | 3r   | SF   | -    | 2r   | 0       |
| US Open              |      | -    | SF   | -    | 2r   | 0       |

## Copa del Mundo por Equipos (ARAG)

### Individuales
| N.º | Fecha | Torneo     | Superficie        | Ronda            | Oponente           | Resultado      |
| --- | ----- | ---------- | ----------------- | ---------------- | ------------------ | -------------- |
| 1.  | 2010  | Düsseldorf | Polvo de ladrillo | RR (Round Robin) | Andreas Beck       | 7-6(3) 2-6 6-3 |
| 2.  | 2010  | Düsseldorf | Polvo de ladrillo | RR (Round Robin) | Paul-Henri Mathieu | 3-6 6-3 6-2    |

### Dobles
| N.º | Fecha | Torneo     | Superficie        | Ronda            | Pareja           | Oponentes                     | Resultado    |
| --- | ----- | ---------- | ----------------- | ---------------- | ---------------- | ----------------------------- | ------------ |
| 1.  | 2010  | Düsseldorf | Polvo de ladrillo | RR (Round Robin) | Horacio Zeballos | Victor Troicki Nenad Zimonjic | 6-1 3-6 6-10 |
| 2.  | 2010  | Düsseldorf | Polvo de ladrillo | Final            | Diego Veronelli  | Bob Bryan Mike Bryan          | 1-6 2-6      |

## Torneos Challengers (13; 7+6)

### Individuales (7)

#### Títulos
| N.º | Fecha                   | Torneo              | Superficie    | Oponente en la final | Resultado         |
| --- | ----------------------- | ------------------- | ------------- | -------------------- | ----------------- |
| 1.  | 1 de octubre de 2007    | Medellín            | Tierra batida | Chris Guccione       | 7-5 5-7 7-5       |
| 2.  | 27 de abril de 2008     | Cremona             | Dura          | Björn Phau           | 6-3 6-4           |
| 3.  | 3 de mayo de 2008       | Roma                | Tierra batida | Eric Prodon          | 6-3 6-7(2) 7-6(3) |
| 4.  | 18 de mayo de 2008      | Burdeos             | Tierra batida | Igor Kunitsyn        | 6-2 6-2           |
| 5.  | 29 de octubre de 2009   | Santiago            | Tierra batida | Nicolás Massú        | 6-2 6-2           |
| 6.  | 21 de noviembre de 2009 | ATP Challenger Lima | Tierra batida | Jorge Aguilar        | 7-5 6-4           |
| 7.  | 31 de enero de 2010     | Bucaramanga         | Tierra batida | Juan Pablo Brzezicki | 6-4 6-2           |

#### Finalista (5)
| N.º | Fecha                 | Torneo         | Superficie    | Oponente en la final | Resultado         |
| --- | --------------------- | -------------- | ------------- | -------------------- | ----------------- |
| 1.  | 30 de julio de 2007   | Belo Horizonte | Dura          | Brian Dabul          | 7-6(4) 6-7(5) 3-6 |
| 2.  | 13 de agosto de 2007  | Manta          | Dura          | Go Soeda             | 4-6 2-6           |
| 3.  | 25 de febrero de 2008 | Santiago       | Tierra batida | Thomaz Bellucci      | 4-6 6-7(3)        |
| 4.  | 27 de julio de 2009   | Belo Horizonte | Dura          | Julio Silva          | 6-4 3-6 4-6       |
| 5.  | 4 de enero de 2010    | São Paulo      | Dura          | Ricardo Mello        | 3-6 1-6           |

### Dobles (6)

#### Títulos
| N.º | Fecha                   | Torneo              | Superficie    | Pareja           | Oponentes en la final                 | Resultado       |
| --- | ----------------------- | ------------------- | ------------- | ---------------- | ------------------------------------- | --------------- |
| 1.  | 6 de agosto de 2007     | Campos do Jordão    | Dura          | Horacio Zeballos | John Paul Fruttero Izak Van der Merwe | 6-7(5) 6-3 10-4 |
| 2.  | 13 de agosto de 2007    | Manta               | Dura          | Horacio Zeballos | John Paul Fruttero Eric Núñez         | 6-4 6-2         |
| 3.  | 19 de noviembre de 2007 | ATP Challenger Lima | Tierra batida | Pablo Cuevas     | Michael Quintero Martin Vilarrubi     | 6-4 6-2         |
| 4.  | 14 de enero de 2008     | La Serena           | Tierra batida | Nicolás Lapentti | Sebastián Decoud Cristian Villagrán   | 6-4 6-0         |
| 5.  | 25 de febrero de 2008   | Santiago            | Tierra batida | Mariano Hood     | Brian Dabul Jean-Julien Rojer         | 6-3 6-3         |
| 6.  | 26 de abril de 2008     | Cremona             | Tierra batida | Dušan Vemić      | Florin Mergea Horia Tecau             | 6-3 6-2         |